# Wendell Sailor
Pour les articles homonymes, voir Sailor (homonymie).

a Compétitions nationales et continentales officielles uniquement.

b Matchs officiels uniquement.
Dernière mise à jour le 13 novembre 2021.
Wendell Sailor, né le 16 juillet 1974 à Sarina (Queensland), est un ancien joueur de rugby à XIII et de rugby à XV australien. Il a représenté l'Australie à XV et à XIII. Il occupe le poste de trois quart aile, mesure 1,91 m et pèse 106 kg.

## Carrière
Wendell Sailor est originaire des îles du Détroit de Torrès dont la population est (comme le peuple aborigène) considérée comme « nation autochtone » par le Commonwealth d'Australie. Il a grandi dans l'État du Queensland.
Il commence sa carrière de rugbyman en 1993 et joue pour les Brisbane Broncos. En 1994, il est sélectionné pour faire partie du groupe de l'équipe nationale d'Australie en tournée en Grande-Bretagne et en France. En 1996, il intègre l'équipe du Queensland pour jouer les State of Origin. En 2000, il remporte la coupe du monde de rugby à XIII en s'imposant en finale contre la Nouvelle-Zélande.
À la fin de la saison 2001, il cesse de jouer au rugby à XIII (huit saisons disputées) pour faire carrière dans le rugby à XV.
Il a débuté dans le Super 12 en 2002 avec les Queensland Reds, il effectue la saison 2006 avec les Waratahs. Sailor a disputé son premier test match en 2002 contre l'équipe de France. En 2003, il a disputé treize tests matchs avec l'équipe d'Australie. En particulier, il a joué la coupe du monde 2003 en Australie. C’est un titulaire de l'équipe d'Australie, comme son coéquipier Lote Tuqiri, également ancien treiziste, c’est un ailier au physique impressionnant et qu’il est donc difficile d’arrêter.
Après une suspension de 2 ans en 2006 pour un contrôle positif à la cocaïne, il revient à XIII chez les St. George Illawarra Dragons. Le 12 novembre 2009, alors âgé de 35 ans, Sailor annonce qu'il met un terme à sa carrière sportive. Le 13 février 2010, il joue son dernier match de rugby à XIII lors du match des All Stars de la NRL où il est choisi par le public pour faire partie des Indigenous All Stars. Il marque le premier essai de la rencontre et fête sa réalisation en mimant de jouer du didgeridoo.
En 2019 il participe à la première saison de The Masked Singer en Australie.

## Palmarès

### Rugby à XIII
- Collectif :
  - Vainqueur de la Coupe du monde : 2000 (Australie).
  - Vainqueur de la National Rugby League : 1993, 1997, 1998 et 2000 (Brisbane).
- Individuel :
  - Meilleur marqueur d'essais de la Coupe du monde : 2000 (Australie).

### Rugby à XV
- Finaliste de la coupe du monde 2003